# Emi Koussi
Emi Koussi er en skjoldvulkan i den sydlige del af bjergkæden Tibesti i den centrale del af Sahara, og i det nordlige Tchad. Det er det højeste bjerg i Tchad, og det højeste i Sahara. Vulkanen er en af mange i Tibesti-bjergene, og har en højde på 3445 meter over havet, og det rager omkring 2300 meter over de omkringliggende sandstensletter. Vulkanen er 80 gange 60 kilometer.
Vulkanen har to krater, det ene er 12 gange 15 kilometer, det andet er omtrent 2-3 kilometer bredt og har en dybde på 350 meter. 